# Matt Kenseth
Matt Kenseth nasceu em 10 de Março de 1972 na cidade de Cambridge no estado americano do Wisconsin e é um ex-piloto da NASCAR.

## Carreira
Matt Kenseth iniciou sua carreira em stock car no ano de 1988 e durante o início da década de 90 fez seu nome vencendo provas e campeonatos em seu estado natal para em 1996 competir e vencer o Hooters Cup no ano de 1996.
Em 2004 Kenseth participou do International Race of Champions vencendo 2 provas e o campeonato a frente de Ryan Newman.

### NASCAR

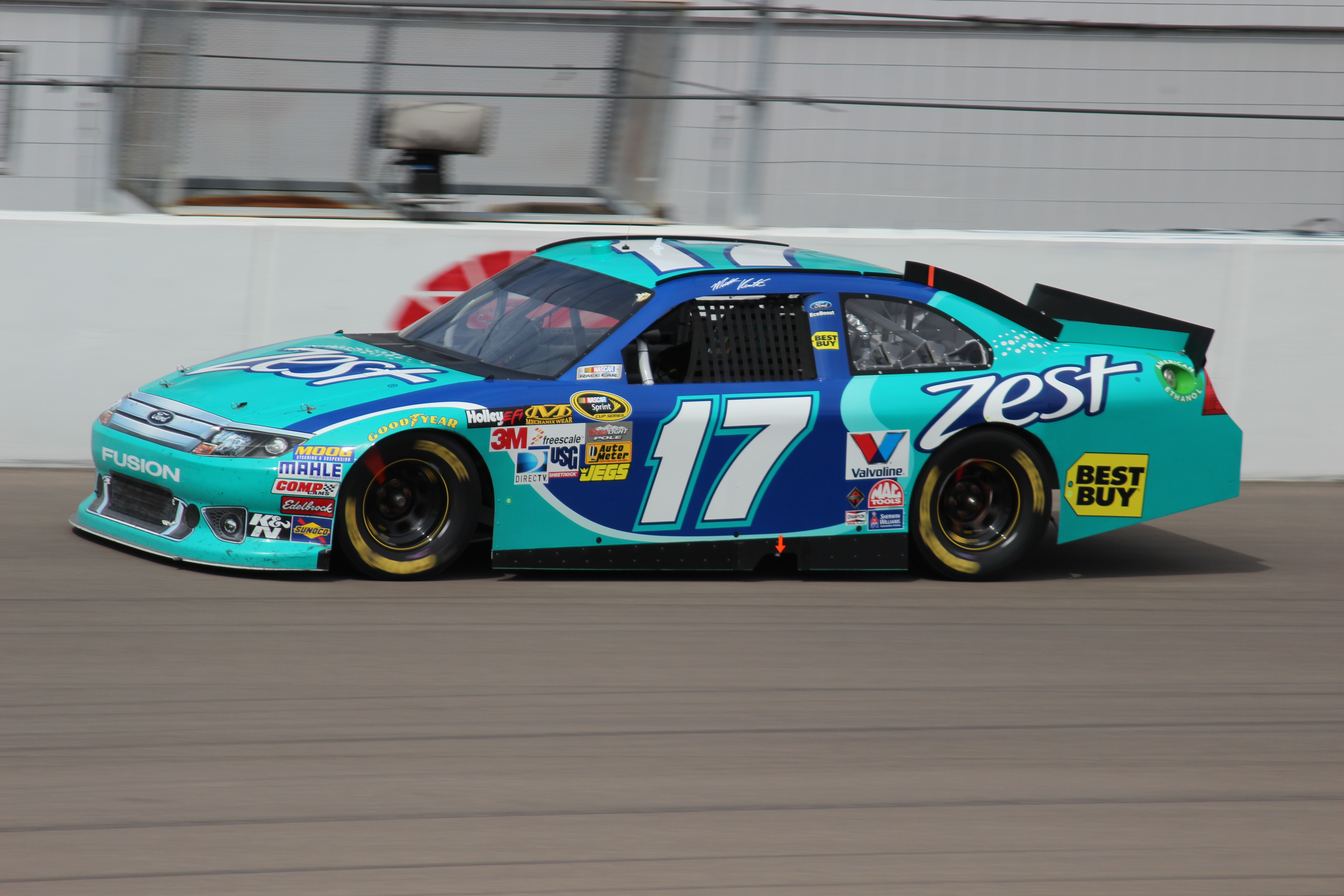
Carro de Matt Kenseth na NASCAR em 2012.

Sua estreia na NASCAR aconteceu em 1997 na Busch Series. Nesse ano o piloto Tim Bender se machucou e seu chefe de equipe Robbie Reiser convocou Kenseth para preencher essa vaga até a recuperação do piloto titular. Sua performance nessa temporada o habilitou a competir os campeonatos seguintes inteiros fazendo a dupla Reiser-Kenseth um grande sucesso conquistando o vice-campeonato e um terceiro lugar nas temporadas de 98 e 99 respectivamente.
Na Nextel Cup sua estreia aconteceu em 99 na etapa de Dover substituindo Bill Elliott que estava machucado. Terminou na sexta colocação nessa prova. Uniu-se a equipe Roush Racing no ano 2000 vencendo o prêmio de novato do ano e conquistando uma grande vitória nas 600 milhas de Charlotte.
Passando em branco as 36 provas no ano de 2001, foi o grande vencedor no ano de 2002 conquistando 5 vitórias, porém sem tanta consistência nas outras provas colocaram Kenseth apenas na oitava colocação ao final do campeonato.
O grande ano de Matt Kenseth veio em 2003 com o seu primeiro título na NASCAR. Apesar de conseguir apenas 1 vitória durante as 36 provas da temporada, terminou em 25 dessas etapas entre os 10 primeiros colocado levando-o ao título na penúltima etapa do campeonato.
O início do ano seguinte do título começou em grande forma com 2 vitórias nas 3 primeiras provas e a liderança do campeonato em 4 etapas das 6 primeiras. Até o fim da temporada regular mantendo-se sempre entre os 5 primeiros classificando-se com folga aos play-off. Terminou o ano na oitava colocação final.
Chegando a sua prova de número 200 na Nextel Cup, teve um início de temporada lenta mas subindo no campeonato a cada etapa conquistando uma vitória na etapa de Bristol e classificando para o Chase for the Cup terminando o campeonato em sétimo.
Em 2006, após 22 corridas, o piloto é vice-líder da temporada, atrás apenas de Jimmie Johnson. Conquistou duas vitórias na temporada: California e Dover.

## Principais Vitórias

### NASCAR -Nextel Cup
- 2000 - Coca-Cola 600 (Charlotte)
- 2002 - Subway 400 (Carolina do Norte), Samsung/Radio Shack 500 (Texas), Sirius Satellite Radio 400 (Michigan), Chevrolet Monte Carlo 400 (Richmond) e Checker Auto Parts 500 (Phoenix)
- 2003 - UAW-DaimlerChrysler 400 (Las Vegas)
- 2004 - Subway 400 (Carolina do Norte) e UAW-DaimlerChrysler 400 (Las Vegas)
- 2005 - Sharpie 500 (Bristol)
- 2006 - Auto Club 500 (Fontana), Neighborhood Excellence 400 (Dover), GFS Marketplace 400 (Michigan) e Sharpie 500 (Bristol)

### NASCAR -Busch Series
- 1998 - GM Goodwrench Service Plus 200 (Carolina do Norte) e MBNA Gold 200 (Dover)
- 1999 - Diamond Hill Plywood 200 (Darlington), Auto Club 300 (Fontana), First Union 200 (Nazareth) e Food City 250 (Bristol)
- 2000 - Auto Club 300 (Fontana), MBNA.com 200 (Dover) e All Pro Bumper to Bumper 300 (Charlotte)
- 2001 - Cheez-It 250 (Bristol)
- 2003 - 1-800-PIT-SHOP.COM 300 (Fontana) e CARQUEST Auto Parts 300 (Charlotte)
- 2004 - O'Reilly 300 (Texas), Siemens 200 (Loudon) e Aaron's 312 (Atlanta)
- 2005 - Diamond Hill Plywood 200 (Darlington)

### International Race of Champions
- 2004 - Richmond e Atlanta
- 2006 - Daytona